# Terzi (Sienne)
Pour les articles homonymes, voir Terzi.

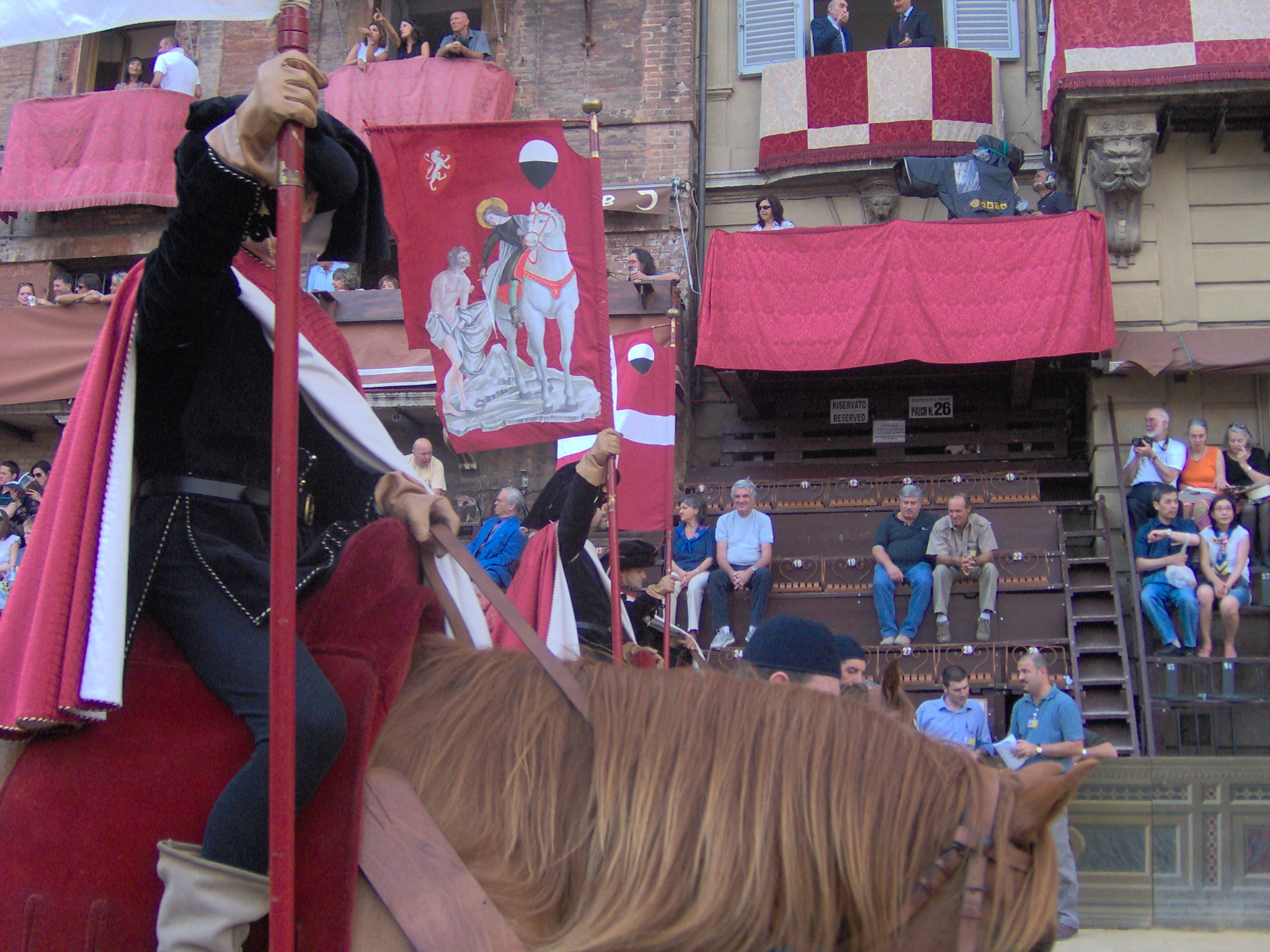
Gonfalonier des Terzi.

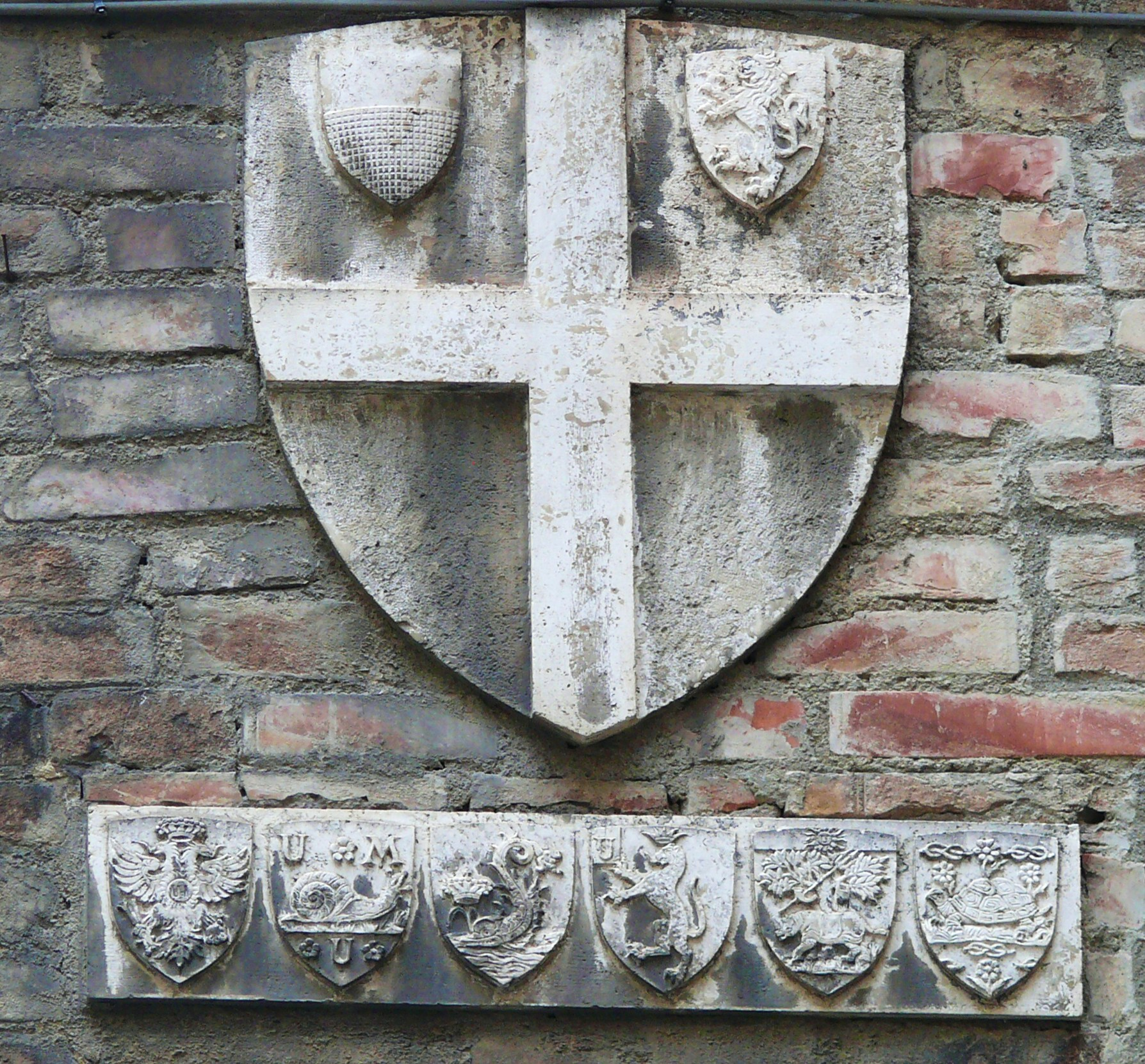
Terzo di Città di Siena

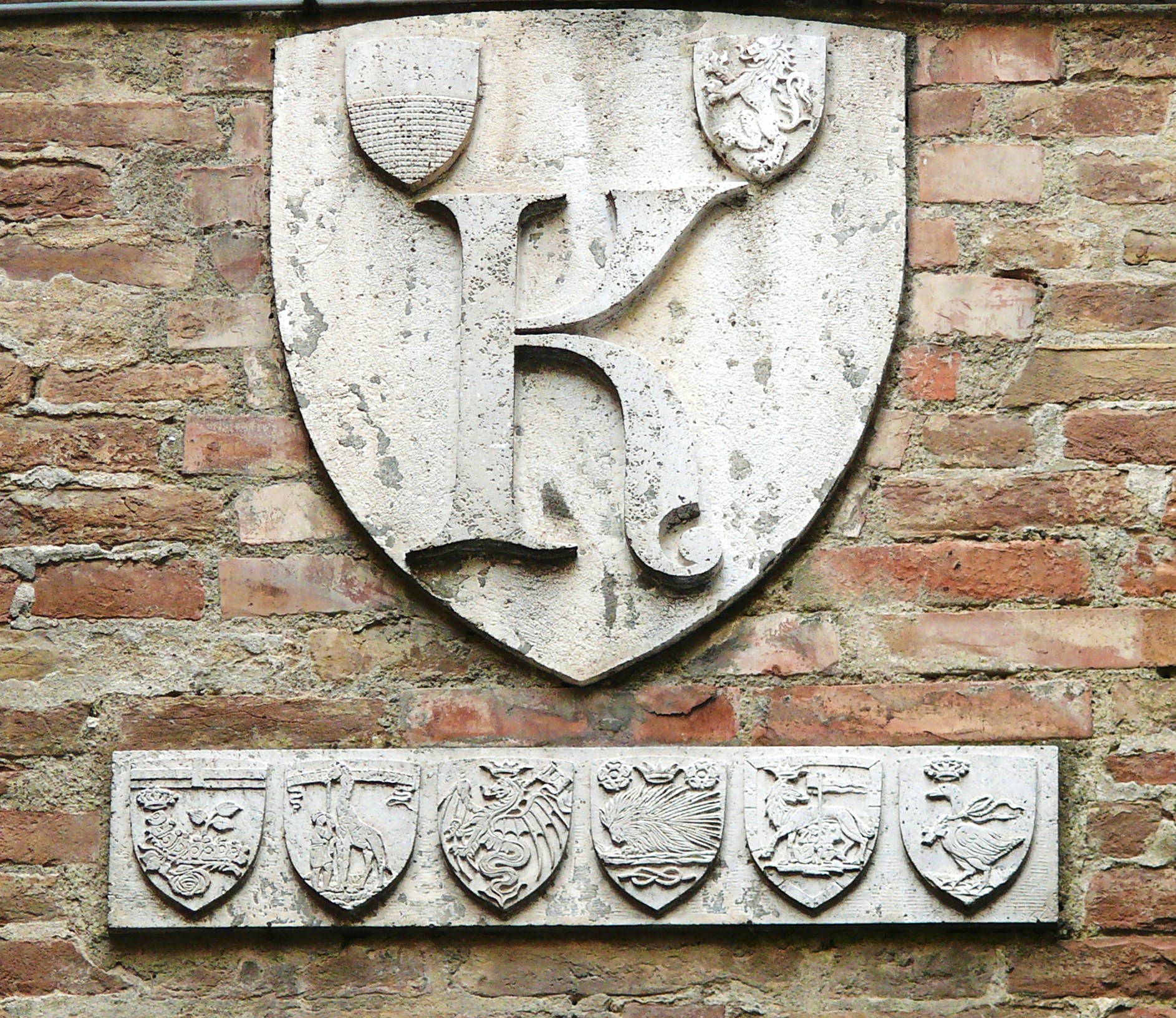
Terzo di Camollia di Siena

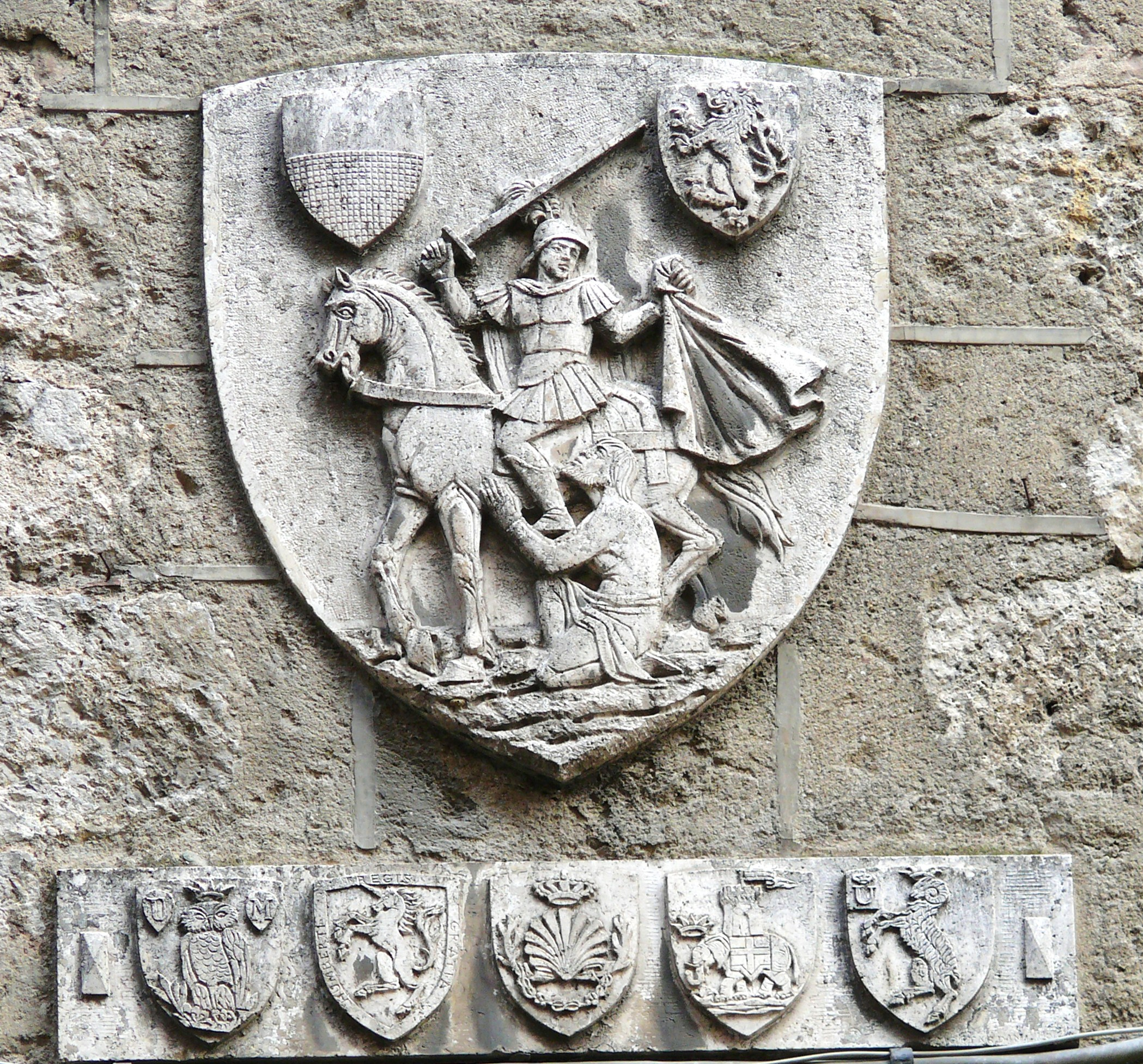
Terzo di San Martino di Siena

Les Terzi de Sienne sont les trois grandes zones historiques de la cité qui  contiennent chacun plusieurs des contrade (quartiers de la ville) et ne concernent que l'intérieur de la ville médiévale enserrée dans ses fortifications du Trecento (les Mura di Siena).
Le Terzo di CittàPartie sud-ouest de la ville délimitée par  les contrade de l'Aquila, de la Chiocciola, de l'Onda, de la Pantera, de la Selva et de la Tartuca.
Le Terzo di CamollìaPartie nord de la ville délimitée par les contrade du  Bruco, du Drago, de la Giraffa, de l'Istrice, de la Lupa et de l'Oca.
Le Terzo di San MartinoPartie sud-est de la ville délimitée par  les contrade de la Civetta, du Leocorno, du Nicchio, de la Torre et du Valdimontone.
Les trois Terzi se rencontrent à la  Croce del Travaglio, près de la loggia du commerce.
Tous les gonfalons comportent les armoiries de Sienne blanche et noire (la balzana) en haut à gauche en écusson, et l'emblème du Peuple de Sienne (un lion d'argent couronné sur fond rouge) en écusson à droite.

Terzo di Città
Terzo di Camollìa
Terzo San Martino
Emblème du peuple de Sienne
Armoiries de Sienne : la balzana

La Via Francigena antique (allant de Rome à Florence) traverse les  Terzo di Camollìa et  Terzo di San Martino (alliés historiquement contre le Terzo di Città) 
et son développement au XIe siècle transforma ces faubourgs en véritable artère de la cité ce qu'elle est toujours aujourd'hui (commerçante et touristique).